# 兴隆镇 (旌德县)
兴隆乡，是中华人民共和国安徽省宣城市旌德县下辖的一个乡镇级行政单位。

## 行政区划
兴隆乡下辖以下地区：
大礼村、三峰村、三山村和光荣村。